# Судієнко Євген Олександрович
Судієнко Євген Олександрович (25 травня 1870, Новгород-Сіверський — 1919) — російський політичний діяч українського походження початку ХХ століття

## Життєпис
Народився 25 травня 1870 року в Новгороді-Сіверському.
У 1898 році він закінчив юридичний факультет Московського університету і у тому ж році був обраний почесним мировим суддею Новгород-Сіверського повіту, а в наступному році — гласним Новгород-Сіверських повітових та Чернігівських губернських земських зборів і казначеем Новгород-Сіверського сільськогосподарського товариства.
У 1906 році Є. О. Судіенка призначили помічником предводителя дворянства Новгород-Сіверського повіту, а в 1907 — обрали на посаду предводителя дворянства, яку він обіймав до жовтневої революції. Одночасно з цим він виконував обов'язки голови Новгород-Сіверської дворянської опіки, голови повітового з'їзду, голови економічної ради повіту тощо.
27 червня 1909 року Євгенію Олександровичу присвоїли придворне звання камер-юнкера двору Його Величності, а 25 жовтня 1912 року обрали депутатом IV Державної думи Росії від 2-го з'їзду міських виборців Чернігівської губернії. У Державній думі він входив до фракції центру та Прогресивного блоку, комісій: бюджетної (з 16.06.1916 р. секретарем комісії), законодавчих пропозицій, з розробки вотчинного статуту, по боротьбі із німецьким засиллям (у період Першої світової війни).

## 1917—1919
У березні 1917 року Євгеній Олександрович був відряджений Тимчасовим комітетом Державної думи в Чернігівську губернію і з того часу майже постійно проживав в Очкиному.
На початку вересня 1917 року очкинські селяни звинуватили його у вбивствах і незаконних арештах селян, а 3 вересня 1917 року заарештували і доставили в Хильчицьке волосне правління. Однак звідти його відпустили. Це викликало незадоволення серед мешканців Очкиного і вони поскаржилися на дії Є. О. Судіенка до Військово-революційного комітету Петрограда, який 11 листопада 1917 року розглянув їх скаргу і надіслав на місце телеграму з вимогою звільнити селян на поруки і притягнути Є. О. Судіенка до кримінальної відповідальності.
Дізнавшись про це, Євгеній Олександрович зібрав свої речі і виїхав на Дон, де за невідомих обставин був жорстоко убитий у 1919 році.

## Нагороди
- орден Святого Володимира 4-го ступеня
- орден Святої Анни 2-го ступеня
- орден Святого Станіслава.

## Родина
Був одружений з дочкою генерала К. Фосса — Маріею Ксаверівною Фосс, яка з 1912 року по 1916 рр. займала посаду голови Новгород-Сіверського повітового комітету Товариства Червоного Хреста. Після від'їзду чоловіка вона деякий час проживала у його садибі в Очкиному, а після його смерті переїхала до Москви і влаштувалася на роботу перекладачем в Експериментальний науково-дослідний інститут металоріжучих верстатів. Однак життя її не склалось. У січні 1942 року її безпідставно звинуватили в скоенні злочину, передбаченого ст. 58 Кримінального кодексу РРФСР (антирадянська агітація і пропаганда) та через два місяці розстріляли у Бутирській в'язниці.